# Július Toček
Július Toček (ur. 29 września 1939 w Margecanach, zm. 7 października 2004 w Winterthur) – słowacki wioślarz reprezentujący Czechosłowację, brązowy medalista olimpijski

## Kariera
Reprezentował kluby Dukla Terezín, Slavoj Vyšehrad i Blesk Praga.
Wystąpił na igrzyskach olimpijskich w Tokio w 1964, gdzie reprezentacja Czechosłowacji w składzie: Petr Čermák, Jiří Lundák, Jan Mrvík, Július Toček, Josef Věntus, Luděk Pojezný, Bohumil Janoušek, Richard Nový i Miroslav Koníček (sternik) zdobyła brązowy medal w ósemkach. W wyścigu finałowym o 6,88 sekundy przegrali z osadą USA i 1,82 sekundy z osadą Wspólnej Reprezentacji Niemiec. Był to jego jedyny start olimpijski.

## Losy po zakończeniu kariery
W 1968 zakończył karierę i wyemigrował do Szwajcarii, gdzie pracował jako specjalista ds. silników okrętowych. W 1992 został honorowym członkiem klubu olimpijskiego w Prievidzy. Zmarł 7 października 2004 w Winterthur. Pochowany został 14 października 2004 w tymże mieście.

## Życie prywatne
Był żonaty z Czeszką Ruženą, z którą miał syna Michala.